# وینزلدورف
وینزلدورف (به آلمانی: Winseldorf) یک شهر در آلمان است که در اشتاینبورگ واقع شده‌است. وینزلدورف ۳۱۱ نفر جمعیت دارد.